# Collins Block
Pour les articles homonymes, voir Collins.
Le Collins Block est un bâtiment commercial américain dans le centre-ville d'Aspen, dans le Colorado. Il est inscrit au Registre national des lieux historiques depuis le 6 mars 1987.